# Герітедж-Лейк (Індіана)
Герітедж-Лейк (англ. Heritage Lake) — переписна місцевість (CDP) в США, в окрузі Патнем штату Індіана. Населення — 3012 осіб (2020).

## Географія
Герітедж-Лейк розташований за координатами 39°43′44″ пн. ш. 86°42′32″ зх. д. / 39.72889° пн. ш. 86.70889° зх. д. (39.728837, -86.708916). За даними Бюро перепису населення США у 2010 році переписна місцевість мала площу 9,02 км², з яких 7,80 км² — суходіл та 1,22 км² — водойми.

## Демографія
Згідно з переписом 2010 року, у переписній місцевості мешкало 2880 осіб у 1070 домогосподарствах у складі 863 родин. Густота населення становила 319 осіб/км².  Було 1310 помешкань (145/км²).
Расовий склад населення:
| - 97,3 % — білих - 0,9 % — чорних або афроамериканців - 0,4 % — корінних американців - 0,2 % — азіатів |

До двох чи більше рас належало 0,7 %. Частка іспаномовних становила 1,9 % від усіх жителів.
За віковим діапазоном населення поділялося таким чином: 26,1 % — особи молодші 18 років, 61,8 % — особи у віці 18—64 років, 12,1 % — особи у віці 65 років та старші. Медіана віку мешканця становила 39,3 року. На 100 осіб жіночої статі у переписній місцевості припадало 102,7 чоловіків;  на 100 жінок у віці від 18 років та старших — 102,0 чоловіків також старших 18 років.
Середній дохід на одне домашнє господарство  становив 85 677 доларів США (медіана — 62 188), а середній дохід на одну сім'ю — 97 731 долар (медіана — 71 667). За межею бідності перебувало 11,1 % осіб, у тому числі 18,2 % дітей у віці до 18 років та 10,0 % осіб у віці 65 років та старших.
Цивільне працевлаштоване населення становило 1507 осіб. Основні галузі зайнятості: освіта, охорона здоров'я та соціальна допомога — 25,5 %, виробництво — 23,8 %, роздрібна торгівля — 17,5 %.